# Contrada della Vipera

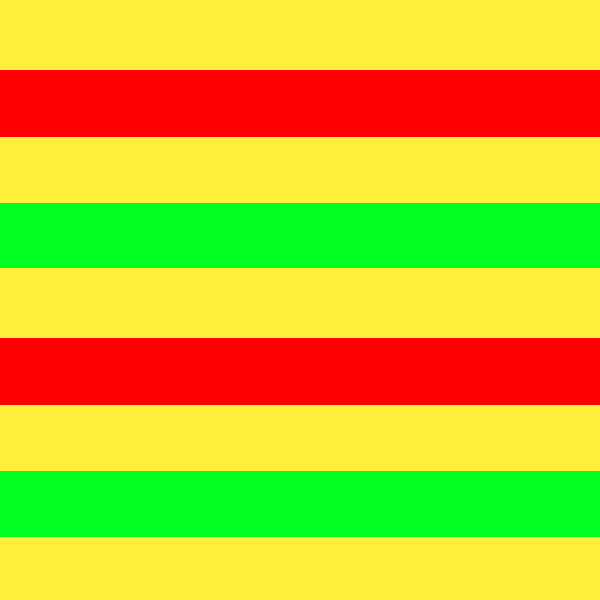
Il gonfalone della contrada della Vipera

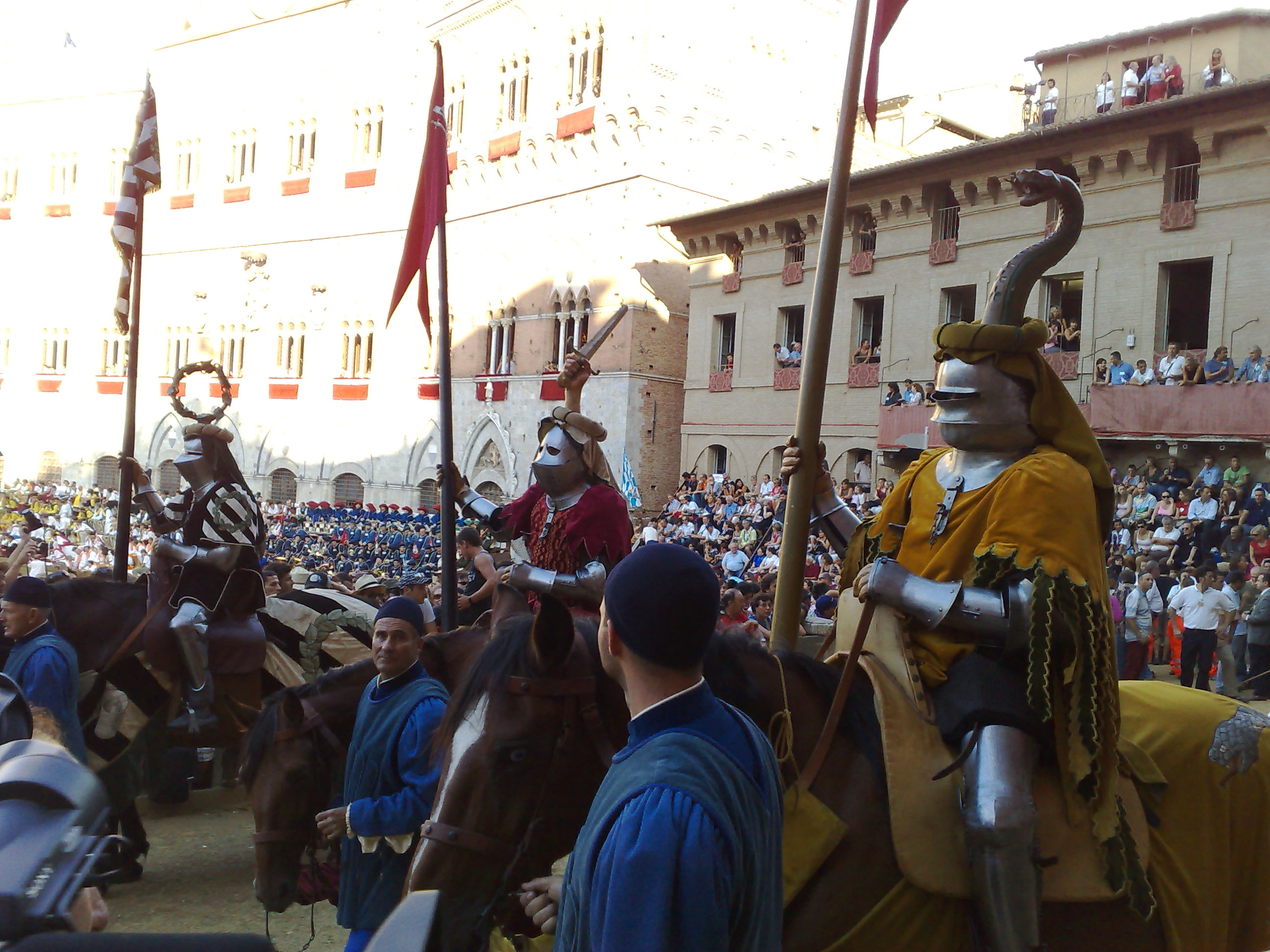
Il rappresentante della Vipera (il primo da destra) sfila nel Corteo Storico con Quercia (sinistra) e Spadaforte (destra)

La Contrada della Vipera è un'antica suddivisione della città toscana di Siena, non più esistente o "soppressa".
Comprendeva le compagnie militari di "Rialto" e di "San Giusto". Lo stemma era giallo a liste rosse e verdi.
Comprendeva un territorio che potrebbe essere indicato nelle seguenti strade:
- zona della chiesa di San Giusto fino al vicolo dei Pagliaresi,
- via del Rialto.

Includeva quindi strade comprese nella Torre.
Comparve nelle feste negli anni: 1499, 1507, 1516, 1518, 1532, 1534, 1536, 1560, 1581, 1583, 1587, 1591, 1593. 
Nel 1648 si ha notizia della vittoria da parte della Vipera di un Palio con le bufale: la Vipera è l'unica fra le contrade soppresse ad essere riuscita a vincere un Palio, sebbene non si tratti di un Palio ufficiale ma di una bufalata alla quale parteciparono quattro contrade.